# Artigas, Urugvaj
Artigas je grad i sjedište istoimenog departmana na sjeveru Urugvaja. Ime je dobio po urugvajskom junaku i sudioniku Urugvajskog rata za neovisnost, Joséu Gervasiu Artigasu. Smješten je uz samu granicu s Brazilom, a od prekograničnog grada Quaraíja dijeli ga samo most. Zbog svog položaja je i najudaljeniji grad od glavnog grada Montevidea (600 km). 
Osnovao ga je Don Carlos Catalá 12. rujna 1852. pod imenom "San Eugenio del Cuareim". 5. rujna 1884. godine postao je sjedište istoimenog departmana, a 31. kolovoza 1915. je dobio status grada (ciudad) i tom je prilikom preimenovan u današnji naziv.
Artigas je središte poljoprivredne proizvodnje kukuruza u svom departmanu s kojim trguje i prodaje u Argentini i Brazilu. Od 1973. grad je povezan željeznicom i ima svoju željezničku postaju. Artigas ima i vlastitu zračnu luku Aeropuerto Internacional de Artigas, a gradom prolaze autoceste "Ruta 4" i "Ruta 30".

## Stanovništvo
Prema popisu stanovništva iz 2011. godine, u gradu je živjelo 40.658 stanovnika.
| Godina | Stanovništvo |
| ------ | ------------ |
| 1852.  | 335          |
| 1908.  | 8.857        |
| 1963.  | 23.429       |
| 1975.  | 29.256       |
| 1985.  | 35.117       |
| 1996.  | 40.244       |
| 2004.  | 41.687       |
| 2011.  | 40.658       |

Izvori: Državni statistički zavod Urugvaja.

## Gradovi prijatelji
Artigas je zbratimljen sa sljedećim gradovima:
- Quaraí, Brazil
- Paraná, Argentina
- Arica, Čile

## Vanjske poveznice

### Mrežna sjedišta
- (šp.) Službene stranice grada i departmana Artigas  Arhivirana inačica izvorne stranice od 30. kolovoza 2012. (Wayback Machine)
- (engl.) Fotografije zračne luke "Aeropuerto Internacional de Artigas" na stranici airliners.net
- (šp.) Artigas Televisión, Canal 3.
- (šp.) todoartigas.com

### Ostali projekti
|  | Zajednički poslužitelj ima još gradiva o temi Artigas, Urugvaj |